# Rebellion Developments
Rebellion Developments Ltd. (frequentemente abreviada para Rebellion) é uma empresa britânica produtora de videojogos, com sede em Oxford, Inglaterra. Fundada em 1992 pelos irmãos Jason e Christopher Kingsley, a Rebellion é conhecida pela série Sniper Elite e por vários jogos da franquia Alien vs. Predator. É proprietária da 2000 AD desde 2000 que publica livros de banda desenhada e em 2006 criou a sua própria editora, a Abaddon Books, focada em literatura de ficção cientifica e fantasia.